# نعناع ليلكي غامق
نعناع ليلكي غامق (الاسم العلمي:Mentha atrolilacina) هو نوع من النباتات يتبع جنس النعناع من الفصيلة الشفوية.